# Terence Patrick Drainey
Terence (Terry) Patrick Drainey (Droylsden, 1 augustus 1949) is een Brits geestelijke en bisschop van de Rooms-Katholieke Kerk. Sinds 2007 is Drainey bisschop van Middlesbrough. 

## Kerkelijke carrière
Drainey studeerde aan de grootseminaries Ushaw College, destijds gelieerd aan de Universiteit van Durham, en English College in Valladolid in Spanje. Hij ontving op 12 juli 1975 de priesterwijding van Thomas Holland, bisschop van Salford. Drainey werkte 10 jaar als kapelaan voor de St. Wulstan parochie in Great Harwood. Van 1986 tot 1991 was hij fidei donum uitgeleend voor missiewerk in het aartsbisdom Kisumu in Kenia. In 1991 keerde hij terug naar het bisdom Salford en werkte zes jaar als pastoor van de Holy Cross parochie in Eccles. 
In 1997 werd Drainey pastoraal medewerker aan het grootseminarie English College in Valladolid in Spanje, en in 2003 werd hij president van het grootseminarie Ushaw College. In 2006 kreeg hij de eretitel Kapelaan van Zijne Heiligheid van paus Benedictus XVI, en mocht hij zich monseigneur laten noemen. 
Op 25 januari 2008 benoemde paus Benedictus XVI hem tot zevende bisschop van het bisdom Middlesbrough. Zijn bisschopswijding ontving hij op 25 januari 2008 van aartsbisschop Patrick Altham Kelly, aartsbisschop van Liverpool. 